# راز سيجال
راز سيجال أو راز سيغال (بالعبرية: רז סגל) هو مؤرخ إسرائيلي مقيم في الولايات المتحدة وهو أستاذ مشارك في دراسات المحرقة والإبادة الجماعية وأستاذ موهوب في دراسة الإبادة الجماعية الحديثة في جامعة ستوكتون، حيث يدير أيضًا برنامج ماجستير الآداب في برنامج دراسات المحرقة والإبادة الجماعية. وقد كتب العديد من الكتب حول الهولوكوست في روثينيا الكاربات، بناءً على تحليل المصادر الأولية والثانوية باللغات العبرية والإنجليزية والألمانية واليديشية والمجرية.

## مواقف
في سياق عملية طوفان الأقصى عام 2023، وما تبعها من حرب، والحصار الكامل على قطاع غزة، والذي شمل حرمان السكان المدنيين من الماء والغذاء والطاقة والوقود، وصف سيجال ذلك بأنه "حالة كتابية للإبادة الجماعية". وربطها بالنكبة، أي طرد الفلسطينيين أثناء قيام إسرائيل عام 1948. ووفقا لسيجال، فإن قوات الدفاع الإسرائيلية منخرطة بنشاط في ثلاث أعمال إبادة جماعية: أعمال القتل وإلحاق أضرار جسدية جسيمة وتنفيذ تدابير مصممة بشكل استراتيجي لتدمير الوجود الفلسطيني. وكدليل على ذلك، فهو يتهم الجيش الإسرائيلي بشن حرب شاملة من خلال تدمير مساحات واسعة من غزة وفرض حصار صارم على الضروريات مثل الغذاء والماء والدواء.
كما ذكر أن دعوى جنوب إفريقيا ضد إسرائيل في محكمة العدل الدولية كانت ملحوظة بسبب "كمية الأدلة على نية الإبادة الجماعية التي عبر عنها الأشخاص ذوو السلطة القيادية".

## مؤلفات
- Segal, Raz (2013). Days of Ruin: The Jews of Munkács During the Holocaust (بالإنجليزية). Yad Vashem. ISBN:978-965-308-428-5.[7]
- Segal, Raz (2016). Genocide in the Carpathians: War, Social Breakdown, and Mass Violence, 1914 – 1945 (بالإنجليزية). Stanford University Press. ISBN:978-0-8047-9897-6.[8][9][10][11][12][13][14]